# Quartetto per archi n. 1 (Nielsen)
Il Quartetto n. 1 op. 13 è stato composto dal danese Carl Nielsen nel 1889 e da lui rivisto e modificato in seguito alla prima esecuzione pubblica, nel 1898. 

## Struttura
L'Allegro energico iniziale si apre con un primo tema molto teso che viene temperato dal secondo tema , più lirico, introdotto dal violoncello; lo sviluppo seguente, molto modulante, si chiude con una sequenza di accordi che portano alla ripresa. Il movimento si chiude con una lunga coda in cui la viola e il violoncello fanno da protagonisti. Veramente originale il successivo Andante amoroso in cui due pacate sezioni liriche racchiudono una parte centrale (Agitato) di chiaro stampo zingaresco. È resa evidente l'influenza ch'ebbe la musica russa nello stile di Nielsen, nello Scherzo, al cui interno si inserisce il Trio, dove predomina il
violoncello. La composizione si chiude con il Finale, che contiene, nell'ultima parte, un Resumè (introdotto da Nielsen nel 1898) in cui vengono ripresentati i temi principali dei movimenti precedenti.